# Надар (каста)
Надар (так же упоминается как Надан, Шанар, Шана) — тамильская каста в Индии. Они преобладают в округах Каньякумари, Тутикорин, Тирунелвели, Вирудунагар.
Община Надаров не была единой кастой, но состояла из ассортимента родственных подкаст, которые в ходе времени стали под единым названием — Надар. Надары-собиратели были крупнейшей сектой сегодняшней общины Надар. Маленькие секты Надаров, такие как Наданы, традиционно были состоятельными помещиками, лендлордами и ростовщиками. Исторически сложилось так, что Надары были культиваторами пальмировых пальм и неочищенного пальмового сахара, некоторые из них участвовали в торговле пальмовым вином — тодди. Надары-собиратели столкнулись с дискриминацией со стороны большинства высших каст в некоторых регионах. Военное искусство Варма Калаи, исторически практиковалось Надарами.
Социально-экономические достижения Надаров на юге Индии вызывает научный интерес. Надары классифицируются и числятся в списках как Other Backward Class (Другие обесцененные классы), и правительством Индии, и управлением Тамилнада (штата на юге Индии).
Согласно Рамнату, из журнала Forbes, Надары тесно объединенная, мощная община. Надары, которым преимущественно было запрещено посещать храм с другими, высшими над ними кастами, сейчас занимают почетные позиции, как попечители, во многих индуистских храмах Тамилнада. Они сильны финансово и политически влиятельные в южных округах Тамилнада. Политические обозреватели указывают на то, что есть лидеры-Надары в почти каждой политической партии. Община влияет на Тамильский дом СМИ, такие как Дина Тантхи.

## Этимология
Община первоначально была известна как Шанар, но официальное название было изменено на Надар в 1921 году. Считается, что название Надар было получено от Надан — аристократов из общины Шанар, которые ранее пользовались этим названием в исключительных случаях. Надары заявляют, что исходным именем общины было Шантрор или Шандрар (благородный) который, в течение времени, был искажен до Шанар. Чанар — это название, используемое Илаварами, общины в Керале. Однако нет доказательств, которые могли бы поддержать это утверждение.

## История
Происхождение Надаров, как группы или общины, не выяснено. Роберт Хардгрейв заявил, что пальмировые леса в тери вокруг сегодняшнего Тиручендура должны были быть их первым местопребыванием. В конце XIX века некоторые активисты-Надары начали утверждать, что Надары — потомки тех, кто правил королевством Пандья, и что когда правители из династии Найак захватили королевство, они разделили его на несколько Палаямов (регионов), во главе которых стояли Палаиякарары. Так же они заявляли, что правители Тамилнада из династии Найак наложила Дешапраштам (изгнание из общества) на древних Надаров, тем самым обезопасив себя от восстания. Согласно Храдгрейву, эти утверждения не являются безосновными. Традиции, которым следуют Наданы, и существование руин под пальмировыми лесами в тери в Тиручендуре и столице Пандьи — городе Коркаи, где Надары доминируют, могут означать, что Надары являются наследниками раннего царства Пандьи. Однако есть немного доказательств, поддерживающих утверждение общины о том, что они являются потомками поздних правителей Пандьи. Личности правителей Пандьи остаются загадкой. Утверждение, что Надары являются потомками правителей Пандьи, стало догмой всей общины Надаров в 19 веке. Согласно легендарным данным, некоторые из Надаров мигрировали в Шри-Ланку, но они вернулись в Индию, так как они не получили надлежащего лечения на Шри-Ланке.

## XIX век
В начале XIX века, Надары были общиной, больше занятой в пальмировой промышленности, включая производство тодди. Однако было несколько подкаст, включающих в себя состоятельных землевладельцев и ростовщиков. В это время большинство Надаров жило на юге реки Тамирабарани, они составляли 80-90 процентов от общего населения между этими местами и мысом Коморин . Хотя численно они доминировали в области, Надары минимально взаимодействовали с другими общинами и они были сами разделены на различные эндогамные подкасты, и таким образом нуждались в общинном сплочении. В то время как большинство населения Надаров на юге реки Тамирабарани были бедными, безземельными собирателями плодов пальмировых пальм, также существовали малые эндогамные подгруппы аристократических Надаров, известных как Неламаикаррары или Наданы, которые владели крупными земельными угодьями. Эти Наданы занимали свои позиции или непосредственно под руководством Найаков в области Тиручендур, или как мелкие лорды под надзором Палаиякараров. Они внушали уважение среди населения, включая и группы, такие как Надары-собиратели, меньшинство Веллаларов и Брахманов. Мужчины Наданы ездили верхом на лошади, а их женщины ехали в покрытом паланкине.
Надары-собиратели были также обнаружены в других регионах Тамилнада, где росло мало пальмировых пальм. В регионах, где население Надаров-собирателей состояло только из небольших семей в деревне, они столкнулись с дискриминацией со стороны большинства высших каст. В связи с тем, что они ассоциировались с тодди, Надары считались ниже, чем другие средние касты, но относительно выше, чем низшие касты, им было также запрещено входить в храмы с высшими кастами. Хотя они ассоциировались с тодди, Надары сами его не употребляли. Надары были расколотыми в их позициях в кастовой иерархии и твердо утверждали, что они были ошибочно распределены в кастовой системе в связи со вторжением Найаков. Также они были очень чувствительными к кастам.

### Надары Траванкора
Хардгрейв сделал гипотезу, что Надары южного Траванкора мигрировали туда из Тирунелвели в 16 веке, после захвата Тирунелвели раджой Траванкора. Как и их коллеги из Тирунелвели, Надары Траванкора были в большинстве своем пальмировыми собирателями. Однако значительное количество Надаров были субарендаторами Наира или землевладельцами-Веллаларами. Эти Надары-аристократы называли себе Наданами и некоторые из них непосредственно управляли своими землями. Наданы имели особые привилегии после раджи, и утверждали, что они были лучше собирателей. Надары-собиратели Траванкора жили немного лучше, чем их коллеги из Тирунелвели, но испытывали суровые социальные ограничения, которых не было в Тирунелвели, и которые были связанны с Траванкорской твердой кастовой иерархией. Как Свами Вивекананда заявил, иерархия кералитов была сумасшедшим домом каст. Одним примером общественного гнета было то, что женщины Надары-альпинисты не могли прикрыть их грудь, как и большинство женщин, не относящихся к касте Брахманов Кералы, тем самым подчеркивая свой низкий статус. Однако женщины Наданы в регионе были освобождены от этого ограничения.
Недовольные своим социальным статусом, огромное количество Надаров-собирателей приняли христианство и быстро поднялись вверх. Хотя они и улучшили их социальный статус с помощью христианских миссионеров, итоги их перехода к новой вере не соответствовали намерениям миссионеров. Как христиане, так и индуисты женщины Надары-собиратели носили верхнее одеяние на манер женщин из высших каст и так же, как и их коллеги-тамилы, чтобы улучшить их социальный статус. В свою очередь, люди из высших каст оскорбляли и угнетали их. Одна семья Наданов из города Агастисварам, вместо того, чтобы поддержать их угнетенных соотечественников из своей касты, поддержала высшие касты и стала утверждать, что только женщины высших каст имеют право носить верхние одежды. Событие стало известно, как спор о верхней одежде и стало яростным. В конце концов, с помощью властей Траванкора, британских христианских миссионеров и лорда Ваикунты Свами, угнетенные женщины из Надаров-собирателей получили право носить верхнюю одежду, как и Наданы — тоже члены касты Надар.

### Северные Надары
Несколько мелких торговцев-Надаров эмигрировали с южного Тирунелвели на север Тирунелвели и Вирудунагар. Спустя некоторое время они стали коммерчески квалифицированными и в конце XIX века стали общественными честолюбцами. Политика меркантилизма играла ключевую роль в их быстром продвижении вверх, но религия также была двигателем вперед. Около 10 % общины перешло в христианство, как католичество, так и протестантизм.
Британское правительство в южных округах ввело новые возможности в сфере торговли и коммерции, в которых Надары имели преимущество. Они учредили сложные петтаисы (сообщества для обогащения) и урвинмураисы (местные кастовые ассоциации), чтобы обеспечить безопасность их имущества. Члены урвинмураисов, которые были известны как мураиккарары, делали вклады (часть их прибыли) в ассоциацию как махимаи (в переводе означает «прославить себя»), чтобы использовать льготы петтаисов и улучшать общественное благосостояние. По мере того, как состояния северных Надаров росло, они начали перенимать обычаи Сверно-индийских Кшатриев, чтобы улучшить свой социальный статус, этот процесс известен под названием санскритизации. Многие пытались отделиться от Надаров-собирателей и термина Шанар (термин обычно использовался по отношению к тамилам-собирателям плодов пальмировых пальм). Они приняли название Надан, первоначально используемое только по отношению к Неламаиккарарам. Чтобы показать свое богатство и могущество общественного положения, Надары города Сивакиси нанимали мараварских носильщиков паланкинов.
Быстрое продвижение вверх и притязания Надаров к Кшатриям в шести городах Раманада вызвали чувство обиды среди каст Веллалар и Маравар, которые традиционно классифицировались выше Надаров. В итоге была серия кастовых конфликтов, включая беспорядки в Сивакаси в 1899 году. Однако движение санскритизации первоначально было неудачным и Надары-собиратели, которые жили как меньшинство, продолжали терпеть дискриминации со стороны высших каст. Но эта конфронтация способствовала тому, что община Надаров стала протестовать и требовала себе прав, привилегий и чести, а также желали, чтобы был проведен тест — как много других общин были готовы принять требования Надаров на более высокий статус. Лидеры северных Надаров добивались объединения их общины, с помощью поощрения смешанных браков с пятью крупнейшими Надарскими подкастами и также выведя из-под гнета Надаров-собирателей плодов пальмировых пальм. Они также добились сохранения дружеских отношений с другими общинами. Это привело к формированию Надар Махаджана Сангам в 1910 году.

### Шри-Ланка
Некоторые Надары эмигрировали с Индии на Цейлон в течение всей Британской колониальной эры.

## XX век

### Надар Махаджана Сангам

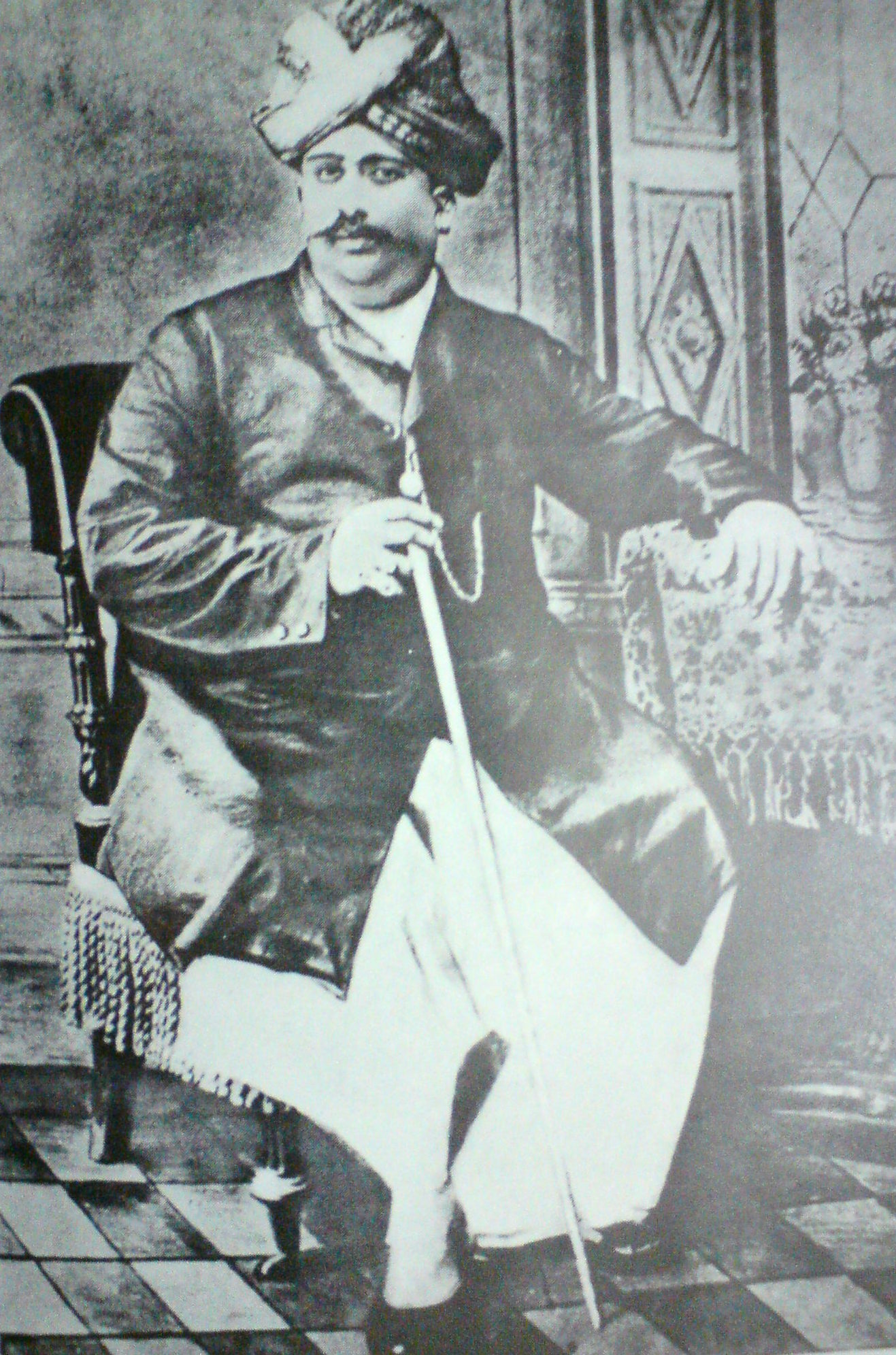
Раттинасами Надар, основатель Надар Махаджан Сангам.

Отдельные Надарские ассоциации в шести городах Раманада были не в состоянии поддержать общину, которая была рассеяна, так как многие мигрировали в другие области Мадрасского президентства. С приходом политически амбициозного Раттинасами Надара, состоятельного Надара в Пораяре, округе Танджавур, была сформирована новая ассоциация. Это привело к тому, что Раттинасами Надар пригласил видных лидеров общины присутствовать на пленарном заседании в Феврале 1910, с намерение учредить организацию, которая представляла бы всю общину. Дядя Раттинасами Надара, Поннусами Надар, был избран первым президентом ассоциации, которая была названа Надар Махаджана Сангам. Ассоциация была открыта для любого Надара мужского пола любой подкасты и веры, и ее общим назначением было возвышение общины. В ранних собраниях Сангама доминировали северные Надары.

### Против тодди
Кампания против тодди была одной из первых мер, принятых Надар Махаджана Сангам, чтобы усилить социальные продвижение всей общины Надаров. Хотя большинство Надаров-собирателей занимались производством неочищенного пальмового сахара, существенная их часть участвовали так же и в производстве тодди. Сангам настаивал на том, чтобы Надары-собиратели отказались от их традиционного занятия — производства тодди, и не продавали крепкий тодди. Однако многие Надары неохотно отказывались от их доходного занятия. Ситуация вышла из рук, когда лидеры Надаров попытались запугать собирателей, используя догму их культа, отказаться от их занятия производства тодди. Чтобы облегчить ситуацию, окружной магистрат издал прокламацию, ограничивающую возможность собирателей продавать крепкий тодди в особых регионах, где продажа тодди могла быть юридических оформлена. Однако кампания Сангама действовала только год.

### Запрет акта о тодди
После этого, Сангам, чтобы помочь собирателям, добился отмены сбора налогов на пальмировые пальмы. После установления Запретного (на тодди) акта в северных округах Мадрасского президентства, Надар Махаджана Сангам вместе со своей родственной ассоциацией Дакшина Мара Надар Сангам из Тирунелвели добивались его отмены, чтобы помочь угнетенным собирателям. Британский правительственный советник, в свою очередь, заморозил акт. Однако, запретный акт был возобновлен после получения независимости. По правилам акта, собиратели могли продавать на разлив тодди только между 4 утра 2 вечера, а также могли продавать сладкий тодди между 6 утра и 2 вечера. Это могли практиковать только собиратели, имеющие лицензию. Жестокие правительственные правила оказывали давление на, и без того угнетенных, Надаров-собирателей. Два видных члена Надар Сангам постоянно давили на правительство и, в конце концов, выпросили у него постепенное облегчение нормативно-правовых актов. К середине 1950-х годов, правительство установило кооперативы, для содействия по производству неочищенного пальмового сахара.

### Образовательные учреждения Надаров
Община Надаров не полностью полагалась на Backward Class Commission (комиссия по обесцененным классам) в продвижении образования. В 1885, северные Надары учредили Высшую Школу Кшатрия Видьясала в Вирудунагаре, используя фонды махимаиев из уравинмураиев Надаров. Образование было одной из основных забот Надар Махаджана Сангам с самого начала. В 1921, Сангам начал предоставлять стипендии нуждающимся студентам, и к 1964 году было выдано более чем 3000 стипендий. Некоторым студентам была дана возможность получить образование за границей. Сангам также помогал создавать сельские школы. Образование формировало крупнейшую часть расходов Надар Махаджан Сангам. Nadar bank вместе с другими кооперативами дает 5 % их прибыли школьному фонду. Надар Махаджана Сангам также учреждает колледжи, например, Senthilkumara Nadar College был создан в 1947 году.

### Решение межкастовых конфликтов
В деревнях, где было мало Надаров-собирателей, они угнетались местным большинством. Надар Махаджана Сангам действовал в интересах таких собирателей, в основном используя силу и влияние общины. Собиратели могли попросить Сангам вмешаться в межобщинные проблемы, это приводило к тому, что Сангам рассматривал ситуацию и определял обоснованность запросов Надаров. Затем, если это было необходимо, Сангам мог попросить полицейского вмешательства или поддержки требований в суде. В ситуациях, где имело значение обратиться в суд, Сангам не предоставлял финансовой поддержки Надару-просителю, который оспаривал дело, но скорее следил за тем, чтобы запрос был рассмотрен и выслушан должным образом. После получения Индией независимости, Сангам получил преимущества из конституционных положений, поощряя бескастовое общество и поддерживая правительственные попытки содействовать данному мировоззрению. Поддержка эта, включала в себя побуждение членов своей собственной общины позволять использовать их школы, водоемы, храмы и колодцы другим общинам. Имя Nadar bank было изменено на Tamilnad Mercantile Bank. Этой деятельностью община Надаров заработала уважение и признание.

## Политика
В 1920-х и 1930-х годах Надар Махаджан Сангам поддерживал антибрахманское движение и Партию справедливости. Соундрапандиан Надар, как президент Надар Махаджана Сангам сделал попытку объединить общину с Перияром Рамасами и его Движением Самоуважения. Северные Надары присоединились к Партии справедливости в его атаке против брахманов на культурном и религиозном фронте. Они также практиковали браки по самоуважению в течение всего движения против брахманов.

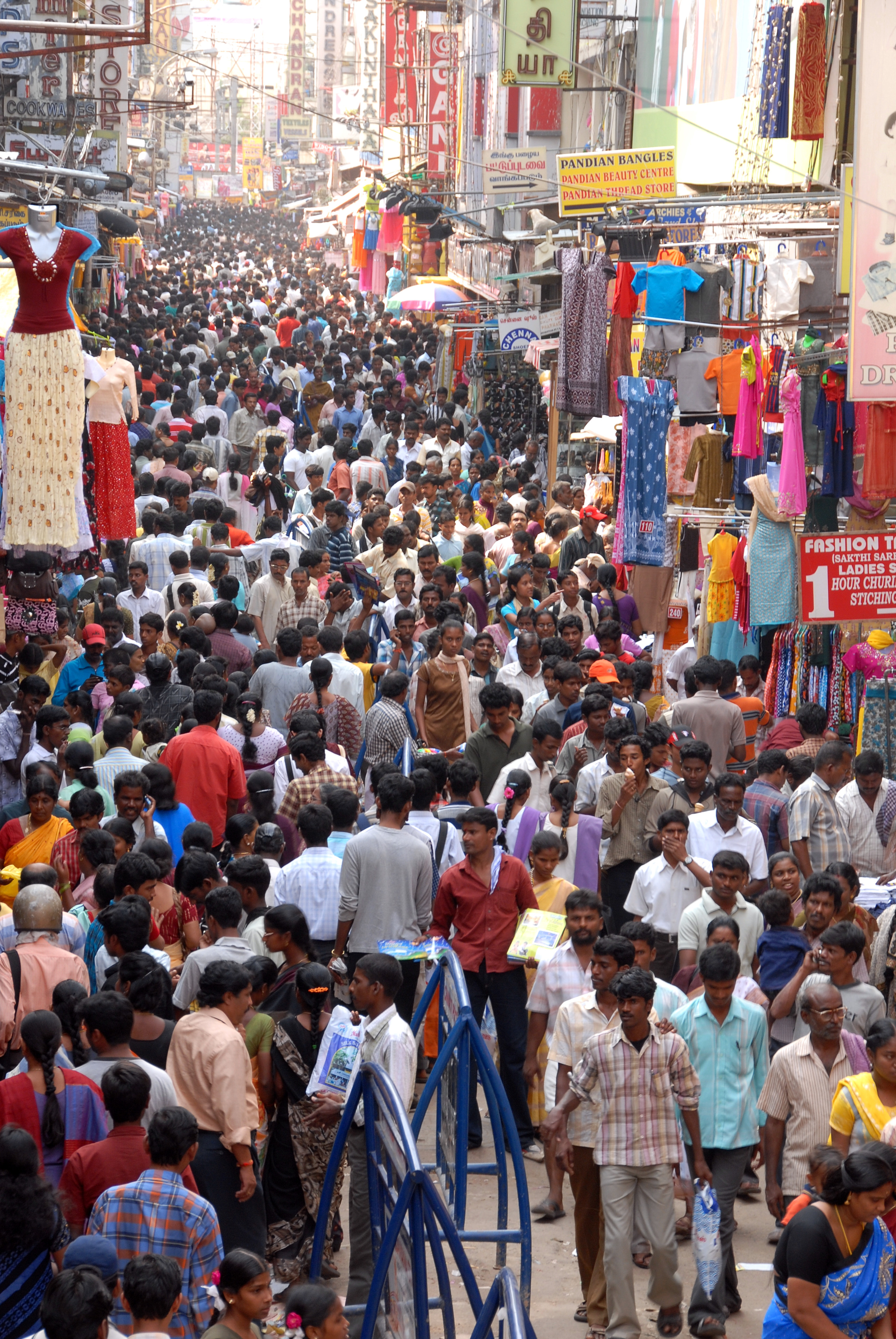
Большинство магазинов на Ранганатам-стрит, главной улице Ченнаи (административный центр Тамилнада), являются собственностью Надаров.

Однако, в конце 1940-х годов поддержка Надаров перешла к Индийскому Национальному Конгрессу, отчасти потому что в политике успех имел Кумарасвами Камарадж, мнение которого недолюбливали члены его собственной общины. После окончания эры Камараджа, политическая поддержка Надаров стала распространяться между различными партиями и Надар Сангам стал меньше участвовать в политике.

## Подкасты
Легенда о происхождении Надаров говорит о рождении пяти сыновей; со смертью двух, остальные пять стали основателями отдельных подразделов общины. Было пять крупнейших подразделений среди Надаров. Община Надаров не была однокаставой, она состояла из набора связанных подкаст и классов разного происхождения, которые со временем стали называться единым названием — Надар. Надары-собиратели были крупнейшей подкастой сегодняшней общины Надаров. Надары доминируют в южно-индийских округах Тутикорине, Каниякумари, Тирунелвели и Вирудунагаре.

### Каруккупатаиятар

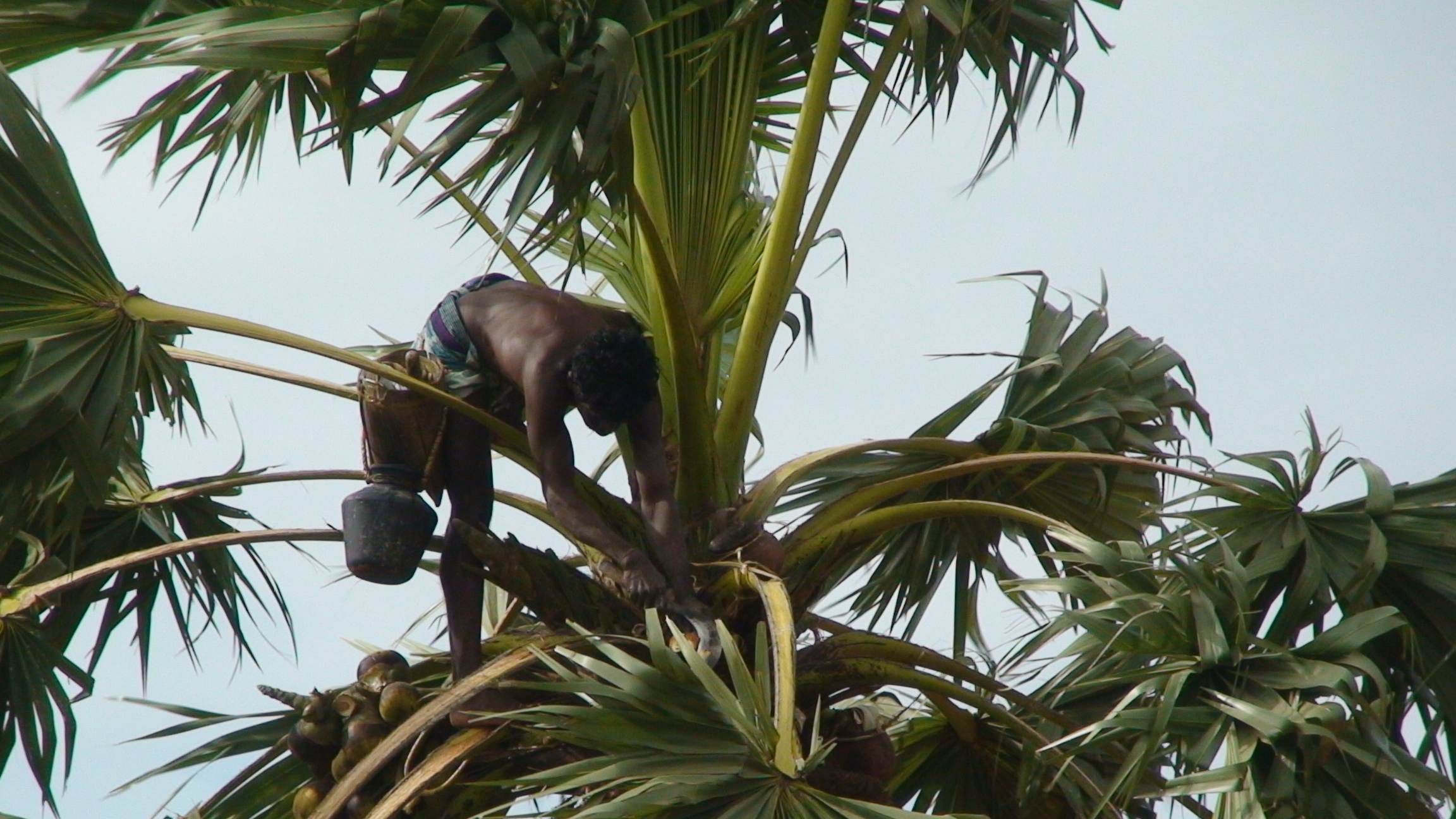
Надар-собиратель, в округе Тирунелвели штата Тамилнад.

Каруккупатаиятар — это предполагаемые первоначальные жители в районе вокруг Манаду. Это подразделение позже было известно как Мара Надар. Они утверждают, что являются потомками Пандьи. Эта подкаста — крупнейшая из пяти подкаст, она составляет 80 % всей общины, включая аристократов-Неламаиккаров и Надаров-собирателей ниже них. Неламаиккары и собиратели — это эндогамные группы, они формируют подкасты, в которых вступать в брак принято только между их же членами.

### Мел-наттар
Термин Мел-наттар произошел от слова Мел-наду (западная страна). Мел-наттары традиционно проживают на юге Траванкора и районах западного Тирунелвели. Они утверждают, что являются потомками королей Чера, которые осели на землях Западных Гат после падения их династии.

### Наттати

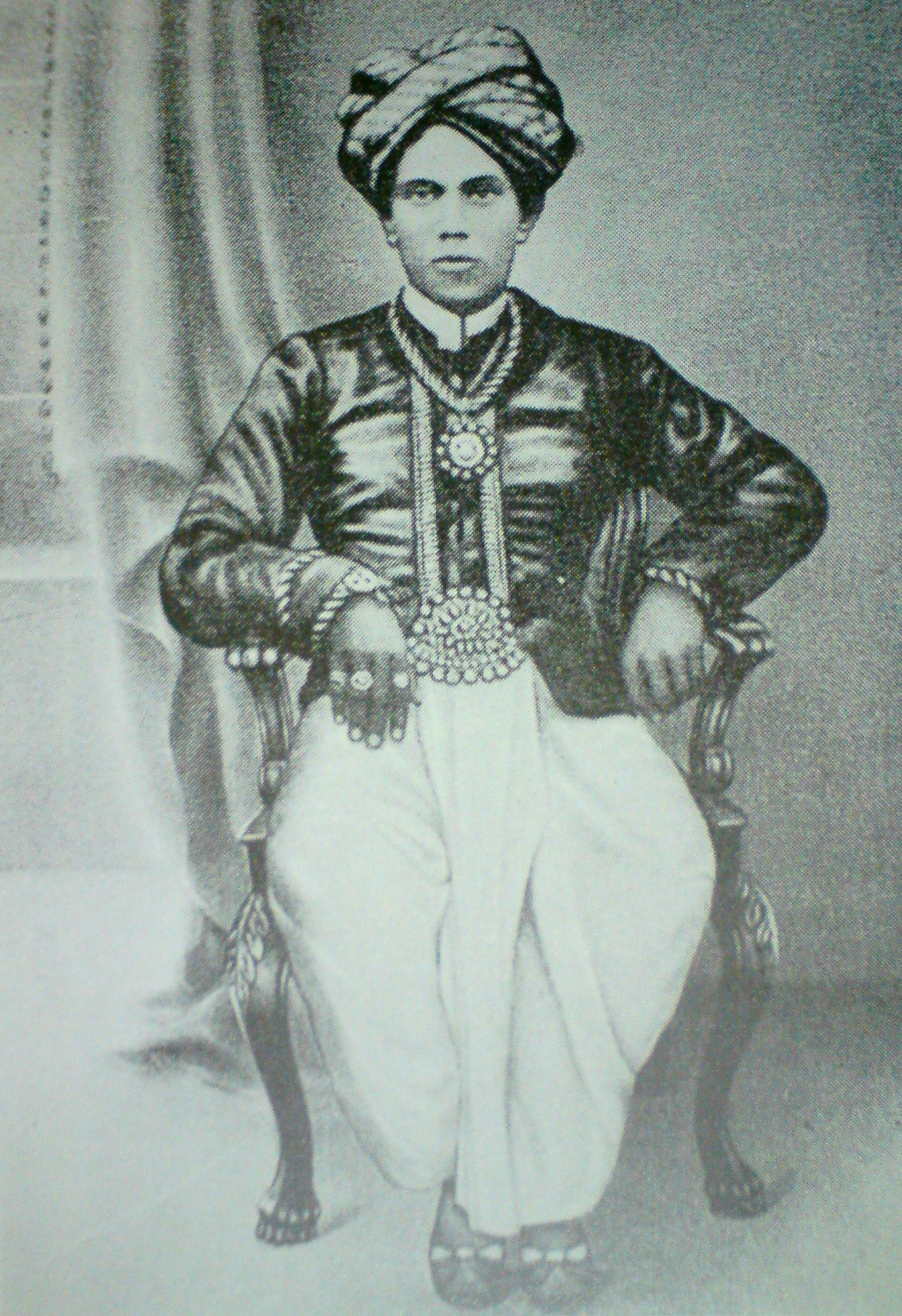
Тируваруди Ваихунда Надан, последний заминдар из подкасты Наттати.

В то время, когда Роберт Хардгрейв проводил свое исследование, в 1960-х годах, Наттати были доминирующими в деревне Наттати рядом с городом Савьерпурамом, округе Тутикорин. Здесь они традиционно были культиваторами, торговцами и ростовщиками. Данные из легенд утверждают, что Наттати — это потомки рожденные от династий Пандьи и Чолы. Члены общины в основном были христианами и сохраняли традицию эндогамных браков. Правители Наттати были вассалами Каттабоммы Найака. Они получили права заминдаров от Британцев. Последний заминдар Наттати, Тируваруди Ваихунда Надан, умер в 1892 году. Собственность заминдаров, в конце концов, была разделена между претендентами.

### Кодикал
Традиционно они являются собирателями плодов пальмировых пальм. Считается, что они мигрировали в страну Пандья с побережий реки Кавери в Танджавуре, чтобы служить королю Пандьи в качестве знаменосцев.

### Калла
Считалось, что Калла Шанары были низшим подразделом общины Надаров. Они также известны, как Серваи. Термин «калла» означает «ложь». Полагается, что они сначала были носильщиками паланкинов на службе у королей Пандья или рабами-прислужниками семей Неламаиккараров, и происходили из незаконных браков в общине Надаров. Традиционно они являются изготовителями тодди.
Подкастовая культура сегодня не представлена среди Надаров на севере от Тирунелвели, но она все еще существует среди членов подкасты на юге от Тирунелвели. Каркуппатаятары, эндогамные Неламаиккары и Надары-собиратели ниже их рангом, сегодня известны как A-группа или Мара Надары, а остальные четыре подкасты известны как B-группа.

### Надары-христиане
В 1680 году в Ваддаканкуламе началось первое религиозное собрание с переходом женщин-Надаров в новую веру, церковь была построена в 1685 году. Постоянная миссия была учреждена в 1701 году. Некоторые Надары принимали Христианство по собственной воле, а другие в связи с личной неприязнью к местной вере. В 1970 году, Надаров-христиан насчитывалось 150,000 , против от 1.5 до 2 миллионов Надаров-индуистов в штате Мадрас. Надары-христиане, как и Надары-индуисты, вступают в брак только с представителями своей касты.

## Религиозные обряды
Надары-индуисты, как и прочие индуисты, имеют различные религиозные ритуалы и церемонии. Сюда входят обряды, относящиеся к рождению, совершеннолетию, вступлению в брак и смерти. Надары-индуисты принадлежат по отцовской линии к куттамам (собранию), и у каждого куттама есть своё общее семейное божество. Во время миграции семьи часто брали землю из их семейного храма и хранили её в своём новом доме. По традиции, все члены куттама должны собираться по крайней мере один раз в год в семейном храме. С рождением ребёнка семья шла в храм к своему божеству, где волосы новорожденного обрезались и предлагались богу. Во время вступления в брак первое приглашение назначалось семейному богу.
Индуисты-Надары почти всегда Шиваисты (только один куттам является Вишнуистским). Среди божеств, Муруган широко популярен среди Надаров. Богиня Бхадракали (одна из форм богини Шакти) является божеством-хранителем общины Надаров. Надары также утверждают, что являются потомками Бхадракали. Храмы Бхадракали обычно стоят в центре почти каждого поселения Надаров.

## Военное искусство
По традиции, Надары практиковали Тамильские военные искусства, по-разному известные как адимурай, чинна ади или варма ади. В последние несколько лет, начиная с 1958 года, это искусство упоминалось, как Каларипаятту в южном стиле, хотя оно отличается от самого древнего военного искусства Каларипаятту, которое исторически было основано в Керале.

## Известные представители касты

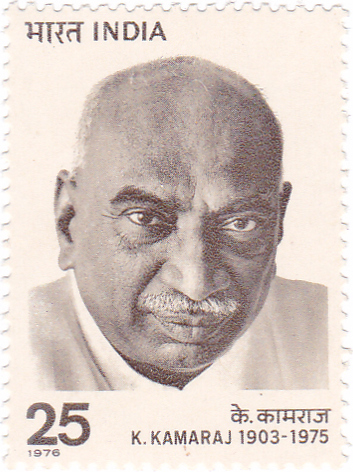
Кумарасвами Карамадж, один из основателей и лидеров Индийского Национального Конгресса.

Кумарасами Камарадж — борец за свободу, лидер Индийского Национального Конгресса, бывший главный министр Тамилнада.
Маршал Несамони — политик.
Шив Надар — основатель HCL Technologies Limited и Sri Sivasubramaniya Nadar College of Engineering (SSNCE).
Рошни Надар — генеральный и исполнительный директор HCL Enterprise, дочь Шива Надара.
Баласубрамания Адитанар — адвокат, политик, министр и основатель газеты «Дина тхантхи».

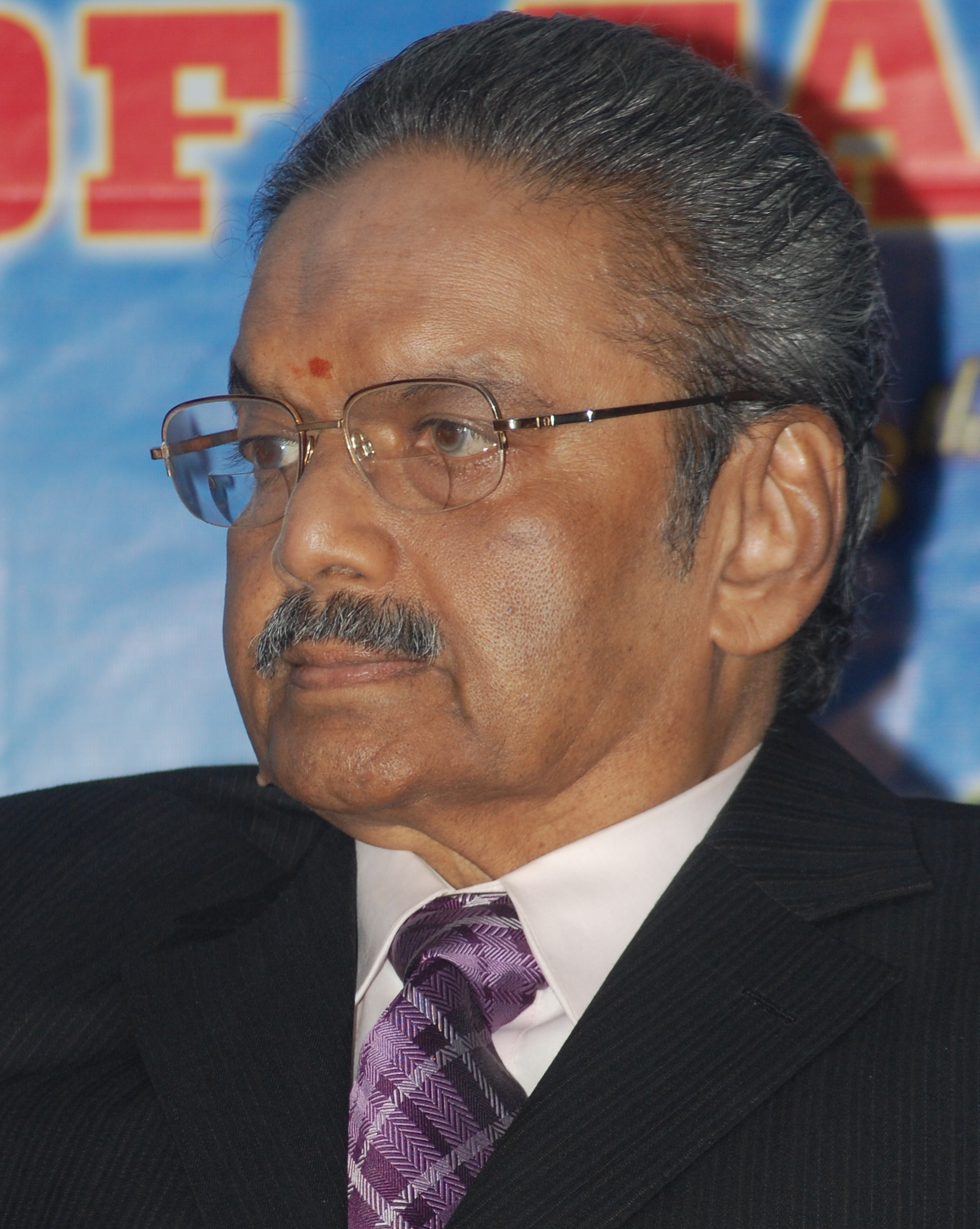
Сиванти Адитан.

Сиванти Адитан — медиа-барон, восьмой президент Индийской Олимпийской Ассоциации.
Соундрапандиан Надар — лидер Надар Махаджана Сангам, член Мадрасского законодательного совета.
Рамасами Надар — член Джвижения Самоуважения.